# Kootenay International Junior Hockey League
Kootenay International Junior Hockey League (KIJHL) är en nordamerikansk juniorishockeyliga som är till störst del baserat i den kanadensiska provinsen British Columbias region Interior och är för manliga ishockeyspelare som är mellan 16 och 20 år. Ligan är sanktionerad av det nationella ishockeyförbundet Hockey Canada och det regionala ishockeyförbundet BC Hockey.
Ligan grundades 1967 som West Kootenay Junior Hockey League (WKJHL). 1972 började man expandera och även inkludera ishockeylag från grannlandet USA och dess delstat Washington. Man beslutade även att byta liganamnet till det nuvarande.

## Lagen

### Nuvarande
De lag som spelar i KIJHL för säsongen 2018–2019.

#### Kootenay Conference
| Eddie Mountain Division - Columbia Valley Rockies - Creston Valley Thunder Cats - Fernie Ghostriders - Golden Rockets - Kimberley Dynamiters | Neil Murdoch Division - Beaver Valley Nitehawks - Castlegar Rebels - Grand Forks Border Bruins - Nelson Leafs - Spokane Braves |

#### Okanagan/Shuswap Conference
| Doug Birks Division - 100 Mile House Wranglers - Chase Heat - Kamloops Storm - Revelstoke Grizzlies - Sicamous Eagles | Okanagan Division - Kelowna Chiefs - North Okanagan Knights - Osoyoos Coyotes - Princeton Posse - Summerland Steam |

### Tidigare
De lag som har tidigare spelat i ligan.
| - 100 Mile House Blazers - Castlegar Apollos - Chase Chiefs - Cranbrook Colts - Creston Clippers - Elk Valley Raiders | - Enderby Ice Kings - North Okanagan Kings - Osoyoos Storm - Penticton Lakers - Summerland Sting - Summerland Warriors |

## Mästare

### WKJHL/KIJHL
Samtliga lag som har vunnit KIJHL:s slutspel. Det lag som gör det avancerar till Cyclone Taylor Cup för att spela en miniturnering med vinnarna av Pacific Junior Hockey League (PJHL) och Vancouver Island Junior Hockey League (VIJHL). Sedan 2004 spelar även ett värdlag i miniturneringen och där den är medlem i en av de nämnda ligorna. Den som vinner den trofén får spela Keystone Cup som spelas mellan vinnare av tolv juniorishockeyligor i Alberta, British Columbia, Manitoba, Ontario (nordvästra) och Saskatchewan.
| - 1967–1968: Trail Jr. Smoke Eaters - 1968–1969: Nelson Jr. Maple Leafs - 1969–1970: Trail Jr. Smoke Eaters - 1970–1971: Trail Jr. Smoke Eaters - 1971–1972: Trail Jr. Smoke Eaters - 1972–1973: Cranbrook Colts - 1973–1974: Cranbrook Colts - 1974–1975: Cranbrook Colts - 1975–1976: Cranbrook Colts - 1976–1977: Castlegar Rebels - 1977–1978: Castlegar Rebels - 1978–1979: Trail Jr. Smoke Eaters - 1979–1980: Kimberley Knights | - 1980–1981: Trail Jr. Smoke Eaters - 1981–1982: Cranbrook Colts - 1982–1983: Cranbrook Colts - 1983–1984: Cranbrook Colts - 1984–1985: Cranbrook Colts - 1985–1986: Cranbrook Colts - 1986–1987: Cranbrook Colts - 1987–1988: Columbia Valley Rockies - 1988–1989: Columbia Valley Rockies - 1989–1990: Columbia Valley Rockies - 1990–1991: Trail Jr. Smoke Eaters - 1991–1992: Nelson Jr. Maple Leafs - 1992–1993: Nelson Jr. Maple Leafs | - 1993–1994: North Okanagan Kings - 1994–1995: Sicamous Eagles - 1995–1996: Castlegar Rebels - 1996–1997: Beaver Valley Nitehawks - 1997–1998: Revelstoke Grizzlies - 1998–1999: Beaver Valley Nitehawks - 1999–2000: Nelson Leafs - 2000–2001: Beaver Valley Nitehawks - 2001–2002: Sicamous Eagles - 2002–2003: Beaver Valley Nitehawks - 2003–2004: Beaver Valley Nitehawks - 2004–2005: Osoyoos Storm - 2005–2006: Sicamous Eagles | - 2006–2007: Fernie Ghostriders - 2007–2008: Nelson Leafs - 2008–2009: Richmond Sockeyes - 2009–2010: Revelstoke Grizzlies - 2010–2011: Osoyoos Coyotes - 2011–2012: Beaver Valley Nitehawks - 2012–2013: Castlegar Rebels - 2013–2014: Beaver Valley Nitehawks - 2014–2015: Kimberley Dynamiters - 2015–2016: 100 Mile House Wranglers - 2016–2017: Beaver Valley Nitehawks - 2017–2018: Kimberley Dynamiters |

### Cyclone Taylor Cup
Samtliga lag som har vunnit Cyclone Taylor Cup:
| - 1967–1968: Nelson Jr. Maple Leafs - 1969–1970: Trail Jr. Smoke Eaters - 1973–1974: Cranbrook Colts - 1974–1975: Cranbrook Colts - 1979–1980: Kimberley Knights - 1981–1982: Cranbrook Colts | - 1983–1984: Cranbrook Colts - 1984–1985: Cranbrook Colts - 1985–1986: Cranbrook Colts - 1986–1987: Cranbrook Colts - 1988–1989: Columbia Valley Rockies | - 1990–1991: Trail Smoke Eaters - 1994–1995: Sicamous Eagles - 1996–1997: Beaver Valley Nitehawks - 2000–2001: Beaver Valley Nitehawks - 2001–2002: Sicamous Eagles | - 2004–2005: Osoyoos Storm - 2009–2010: Revelstoke Grizzlies - 2013–2014: Beaver Valley Nitehawks - 2015–2016: 100 Mile House Wranglers - 2016–2017: Beaver Valley Nitehawks |

### Keystone Cup
Samtliga lag som har vunnit Keystone Cup:
| - 1982–1983: Selkirk Fishermen - 1988–1989: Columbia Valley Rockies | - 1989–1990: Columbia Valley Rockies - 2001–2002: Sicamous Eagles | - 2004–2005: Osoyoos Storm - 2009–2010: Revelstoke Grizzlies | - 2013–2014: Beaver Valley Nitehawks - 2015–2016: 100 Mile House Wranglers |

## Spelare

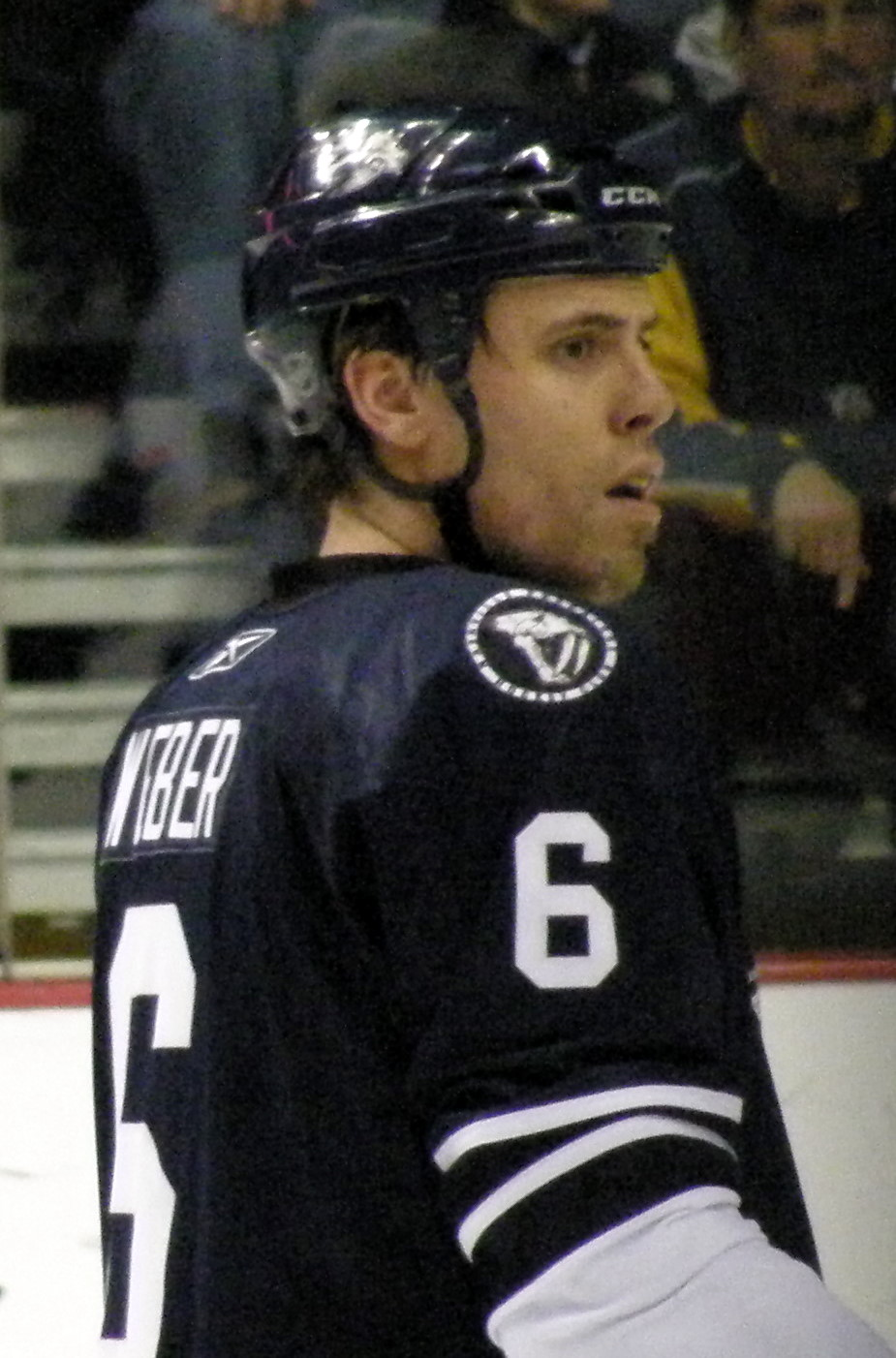
Shea Weber.

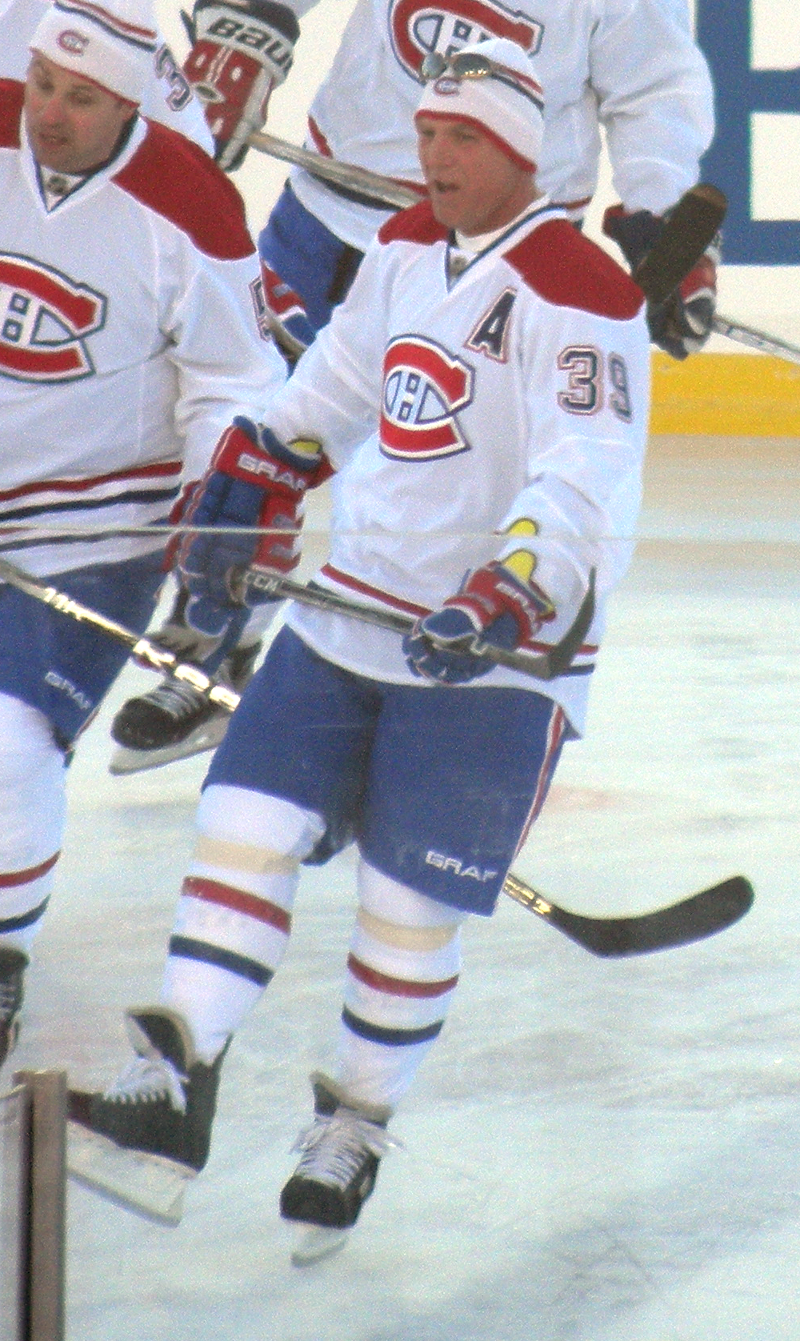
Brian Skrudland.

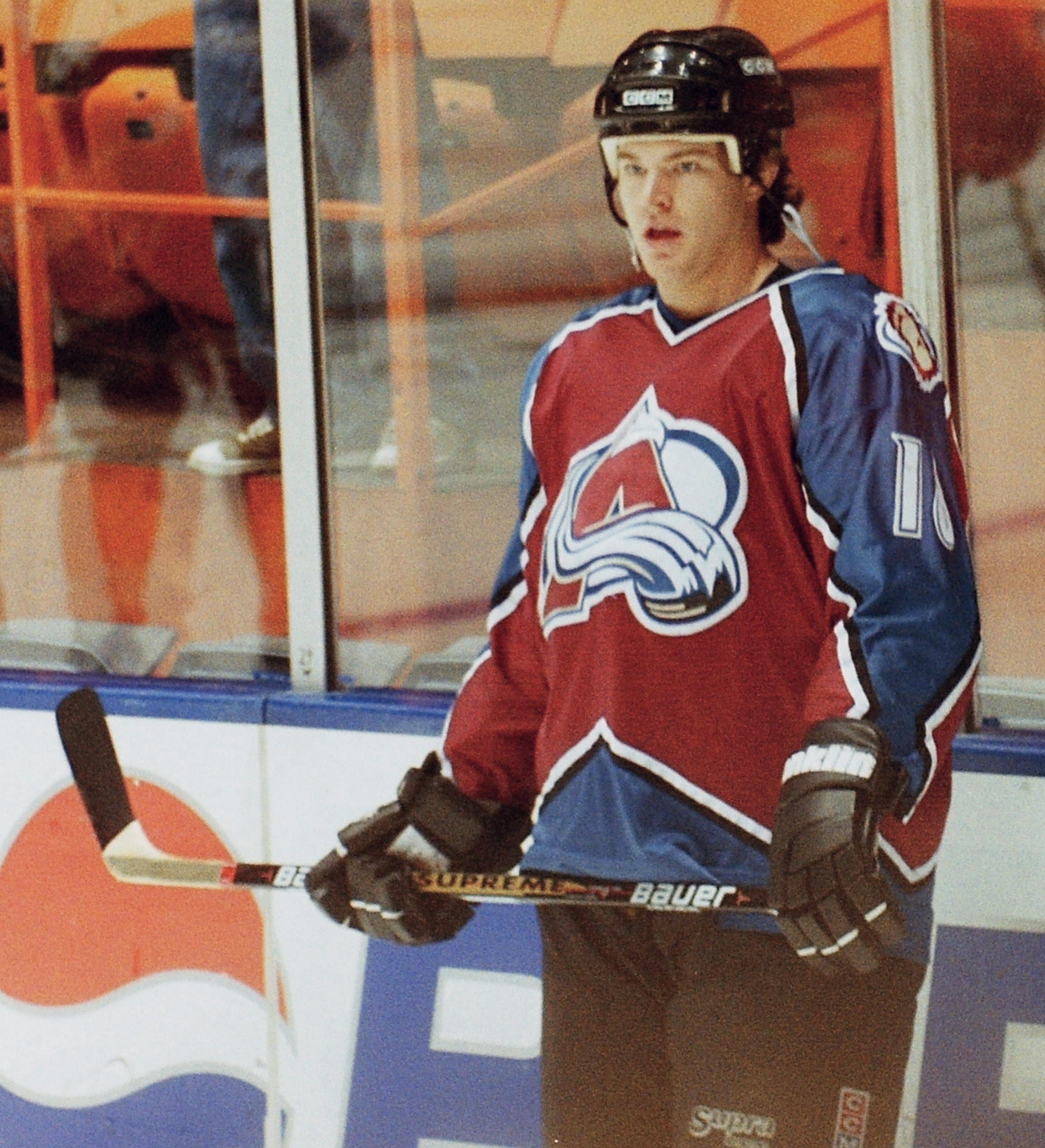
Adam Deadmarsh.

Ett urval av ishockeyspelare som har spelat en del av sina ungdomsår i WKJHL/KIJHL.
| Målvakter - Wade Dubielewicz - Darren Jensen - Steve Passmore - Rob Tallas - Mike Zanier | Backar - Cody Franson - Jamie Huscroft - Barret Jackman - Jon Klemm - Jeff Lank - Brad Lukowich - Jason Marshall - Derek Mayer - Steve McCarthy - Rudy Poeschek - Craig Redmond - Dan Smith - Shea Weber | Forwards - Greg Adams - Ron Areshenkoff - Doug Barrault - Kris Beech - Drayson Bowman - Steve Bozek - Shane Churla - Adam Deadmarsh - Dallas Drake - Andrew Ebbett - Neil Eisenhut - Ray Ferraro - Travis Green - Dane Jackson - Connor Jones - Steve Junker - Alan Kerr - Chuck Kobasew - Tim Lenardon - Scott Levins - Bill Lindsay - Glenn Merkosky - David Oliver - Scott Parker - Derek Ryan - Kevin Sawyer - Cam Severson - Brian Skrudland - Steve Tambellini - Gordie Walker |